# Lista siturilor arheologice din județul Maramureș - N
Lista siturilor arheologice din județul Maramureș - N conține toate siturile arheologice din județul Maramureș înscrise în Repertoriul Arheologic Național (RAN) și aflate în localități al căror nume începe cu litera N. RAN este administrat de Ministerul Culturii și Patrimoniului Național și cuprinde date științifice, cartografice, topografice, imagini și planuri, precum și orice alte informații privitoare la zonele cu potențial arheologic, studiate sau nu, încă existente sau dispărute.
Puteți căuta un sit din localitățile care încep cu litera N folosind formularul de mai jos sau puteți naviga prin toate siturile din județ la Lista siturilor arheologice din județul Maramureș.
| Cod RAN      | Denumire                                                                                                   | Localitate                                          | Adresă          | Datare    | Descoperit       | Coordonate | Imagine           | Erori            |
| ------------ | --- | --------------------------------------------------- | --------------- | --------- | ---------------- | ---------- | ----------------- | ---------------- |
| 107332.01.01 | Așezarea preistorică de la Nănești - Podurile Beltii / ansamblu anonim (Categorie: locuire) (Tip: Așezare) | sat Nănești, comuna Bârsana                         | Podurile Beltii |           | T. Ivanciuc 1996 |            | Încărcați imagine | Raportați eroare |
| 107332.02    | Așezarea din epoca bronzului de la Nănești - Valea Crezinii (Categorie: locuire) (Tip: așezare)            | sat Nănești, comuna Bârsana                         | Valea Crezinii  |           | T. Ivanciuc 1999 |            | Încărcați imagine | Raportați eroare |
| 106522.01.01 | Minele de epocă medievală de la Nistru / ansamblu anonim (Categorie: exploatare/carieră) (Tip: Mine)       | localitate componentă Nistru, oraș Tăuții-Măgherăuș |                 | sec. XVII |                  |            | Încărcați imagine | Raportați eroare |